# Zofia Sinko
Zofia Sinko (ur. 2 kwietnia 1919 w Bobowej, zm. 26 lutego 2006) – polska filolog, dr  hab., prof.

## Życiorys
W 1948 ukończyła studia na Uniwersytecie Jagiellońskim, 21 czerwca 1952 obroniła pracę doktorską Decomposition of Realism In the Novels of Laurence Sterne, w 1967 habilitowała się na podstawie rozprawy zatytułowanej Powieść zachodnioeuropejska w kulturze literackiej polskiego Oświecenia (1968). W 1987 nadano jej tytuł profesora w zakresie nauk humanistycznych.
Była członkiem zwyczajnym Wydziału I Językoznawstwa i Historii Literatury Towarzystwa Naukowego Warszawskiego.
Zmarła 23 lutego 2006.